# Peridroma ochreacosta
Peridroma ochreacosta là một loài bướm đêm trong họ Noctuidae.